# Ґуннар Ямвольд
Ґуннар Ямвольд (норв. Gunnar Jamvold, 22 квітня 1896 — 9 вересня 1984) — норвезький яхтсмен.
Олімпійський чемпіон 1920 року в класі 10 метрів (за правилами 1907 року).